# Ленинградец (тип речных судов)
«Ленингра́дец» (проект 564К) — серия прогулочных речных теплоходов (речных трамваев).

## История
Класс «Ленинградец» считается модернизированной версией модели теплохода «Москвич» и отличается уменьшенными габаритами по высоте. Это изменение было обусловлено необходимостью проходить под низкими ленинградскими мостами.
«Ленинградцев» строили в Петрокрепости (ныне г. Шлиссельбург) на Невском судостроительно-судоремонтном заводе. В период с 1954 по 1956 годы по проекту «564К» в Ленинграде было построено всего 20 теплоходов, которые должны были стать «речными трамвайчиками». Все они предназначались для работы в пассажирском порту.
Выпускаемые теплоходы имели названия, начинающиеся символом «Л» (Ленинградец): «Л-1», «Л-2», «Л-3», «Л-4», «Л-5», «Л-6», «Л-7», «Л-8», «Л-9», «Л-10», «Л-11», «Л-12», «Л-13», «Л-14», «Л-15», «Л-16», «Л-17», «Л-18», «Л-19», «Л-20».

## Основные характеристики
- Пассажирский теплоход мощностью 110 кВт.
- Тип судна: пассажирский одновинтовой теплоход с однодечной надстройкой.
- Класс Регистра: «Р»
- Длина: 27,25 м
- Ширина: 4,8 м
- Высота борта: 1,4 м
- Высота габаритная: 4,15 м
- Водоизмещение в грузу: 47 / 48,5 т
- Осадка кормой в грузу: 0,96 / 0,97 м
- Водоизмещение порожнем: 37,5 т
- Осадка кормой порожнем: 0,85 м
- Пассажировместимость: 90 / 110 чел
- Мест для экипажа: 3
- Автономность: 3 сут
- Скорость: 19 км/ч
- Тип ГД: дизель 6ЧСП15/18 (3Д6)
- Мощность ГД: 1х110 кВт[2]

## Предназначение
В СССР «Ленинградцы» эксплуатировались в основном в режиме общественного транспорта, а также использовались как прогулочно-экскурсионные суда. Их появление было обусловлено, во-первых, необходимостью перевозить пассажиров, снимая нагрузку с наземного транспорта, а во-вторых — конечно же, организовать досуг населению Ленинграда.
Например, теплоход «Л-14» совершал рейсы по маршруту Посёлок им. Морозова — Петрокрепость — 17 км Новоладожского канала, обслуживал жителей местных садоводств. Маршрут теплохода был очень востребованный, билеты продавались быстро, поэтому зачастую рядом с расписанием маршрута на пристани можно было увидеть табличку «Аншлаг».

## Современность
На сегодняшний день уцелело только 3 из 20 теплоходов легендарного проекта «564К», «Л-9» и «Л-12» находятся в частных коллекциях российских бизнесменов, «Л-14» (с 2001 года имеет название «Сенатор») был восстановлен и функционирует как «теплоход — музей».
«Сенатор» открыт для посещения, и также, как и 60 лет назад, работает в регулярном режиме, перевозя пассажиров от остановки до остановки на маршруте «Речной express».